# Représentations diplomatiques du Québec

Délégations générales
Délégations
Bureaux

Les représentations diplomatiques du Québec sont un réseau diplomatique du Québec opéré par le ministère des Relations internationales. Le Québec n'étant pas un État souverain, il ne possède pas d'ambassades ou de consulats, mais plutôt des « délégations ».

## Histoire
La première visite diplomatique du Québec a été celle du gouvernement Honoré Mercier en 1891. Le premier bureau à l'étranger fut ouvert par le gouvernement Lomer Gouin en 1911. La doctrine Gérin-Lajoie, en 1965, affirma que le provincial a le droit d'établir ses propres relations internationales dans les domaines réservés au provincial.

## Types de représentation
- Délégation générale : services dans les secteurs de l’économie, de l’éducation, de la culture, de l’immigration et des affaires publiques. Elle est dirigée par un délégué général, nommé par le gouvernement.
- Délégation : services dans les secteurs de l’économie, de l’éducation, de la culture et des affaires publiques. Elle est dirigée par un délégué, nommé par le gouvernement.
- Bureau : services limités. Il est dirigé par un délégué, nommé par le Ministère des Relations internationales.
- Antenne :  dirigée par un citoyen du pays d’accueil, elle est l'équivalent d'un consulat honoraire.
- Représentation :  délégation au sein de forums internationaux.

## Liste des représentations diplomatiques
Note : les dates représentent l'ouverture d'une représentation, et non l'acquisition du titre actuel du bureau. Les changements de statuts ne sont pas indiqués, seulement les ouvertures et les fermetures. Plusieurs anciennes représentations ne sont pas listées ici (à compléter).

### En opération
| Lieu                  | Pays          | Type                                                              | Création             | Territoires couverts | Site web |
| --------------------- | ------------- | ----------------------------------------------------------------- | -------------------- | --- | -------- |
| Bruxelles (détails)   | Belgique      | Délégation générale                                               | 1972                 | - Belgique - Luxembourg - Pays-Bas - Union européenne | Lien     |
| Dakar (détails)       | Sénégal       | Bureau (2016-2018), Délégation générale (depuis 2018)             | 2016                 | - Sénégal - Bénin - Burkina Faso - Cap-Vert - Cameroun - Gabon - Gambie - Guinée - Guinée-Bissau - Mali - Niger - Togo                                                           | Lien     |
| Londres (détails)     | Royaume-Uni   | Délégation générale                                               | 1911-1936, puis 1961 | - Royaume-Uni - Danemark - Finlande - Islande - Norvège - Irlande - Royaume-Uni - Suède                                                                                          | Lien     |
| Los Angeles (détails) | États-Unis    | Délégation (1970-2021), Délégation générale (depuis 2021)         | 1970                 | - États-Unis - Alaska, Arizona, Californie, Colorado, Hawaï, Idaho, Montana, Nevada, Nouveau-Mexique, Oregon, Utah, Washington et Wyoming                                        | Lien     |
| Mexico (détails)      | Mexique       | Délégation générale                                               | 1980                 | - Mexique | Lien     |
| Munich (détails)      | Allemagne     | Délégation générale                                               | 1971                 | - Allemagne - Autriche - Suisse | Lien     |
| New York (détails)    | États-Unis    | Délégation générale                                               | 1940                 | - États-Unis - Delaware, Kentucky, Maryland, New Jersey, New York, Pennsylvanie, Virginie et Virginie-Occidentale                                                                | Lien     |
| Paris (détails)       | France        | Délégation générale                                               | 1961                 | - France - Monaco | Lien     |
| Tokyo (détails)       | Japon         | Délégation générale                                               | 1973                 | - Japon | Lien     |
| Atlanta               | États-Unis    | Antenne (1978-), Bureau () Délégation (depuis 2006)               | 1978                 | - États-Unis - Alabama, Caroline du Nord, Caroline du Sud, Géorgie, Mississippi et Tennessee                                                                                     | Lien     |
| Boston                | États-Unis    | Délégation                                                        | 1970                 | - États-Unis - Connecticut, Maine, Massachusetts, New Hampshire, Rhode Island et Vermont                                                                                         | Lien     |
| Chicago               | États-Unis    | Délégation                                                        | 1969                 | - États-Unis - Dakota du Nord, Dakota du Sud, Illinois, Indiana, Iowa, Kansas, Michigan, Minnesota, Missouri, Nebraska, Ohio et Wisconsin                                        | Lien     |
| Houston               | États-Unis    | Antenne (2015-2021), Délégation (depuis 2021)                     | 2015                 | - États-Unis - Texas, Louisiane, Arkansas et Oklahoma | Lien     |
| Miami                 | États-Unis    | Bureau (2022-2024), Délégation (depuis 2024)                      | 2022                 | - États-Unis - Floride, Îles Vierges des États-Unis et Porto Rico | Lien     |
| Rome                  | Italie        | Délégation                                                        | 1965                 | - Italie - Vatican - Saint-Marin | Lien     |
| Séoul                 | Corée du Sud  | Antenne (1991-2018), Bureau (2018-2024), Délégation (depuis 2024) | 1991                 | - Corée du Sud | Lien     |
| Singapour             | Singapour     | Bureau (2018-2024), Délégation (depuis 2024)                      | 2018                 | - Singapour - Viêt Nam - Indonésie - Philippines - Malaisie - Thaïlande - Brunei                                                                                                 | Lien     |
| Washington            | États-Unis    | Bureau (1978-2024), Délégation (depuis 2024)                      | 1978                 | - États-Unis - District de Columbia | Lien     |
| Abidjan               | Côte d'Ivoire | Bureau                                                            | 2017                 | - Côte d'Ivoire - Liberia - Sierra Leone - Ghana - Nigeria | Lien     |
| Barcelone             | Espagne       | Bureau                                                            | 1999                 | - Espagne - Portugal - Andorre | Lien     |
| Beijing               | Chine         | Bureau                                                            | 1998                 | - Chine - Beijing, Chongqing, Gansu, Hebei, Heilongjiang, Henan, Jilin, Liaoning, Mongolie-Intérieure, Ningxia, Qinghai, Shaanxi, Sichuan, Shandong, Shanxi, Tianjin et Xinjiang | Lien     |
| Bogota                | Colombie      | Bureau                                                            | 2022                 | - Colombie | Lien     |
| Hong Kong             | Hong Kong     | Bureau (1978-), Délégation (-2020), Bureau (2020-2024)            | 1978                 | - Hong Kong - Macao | Lien     |
| Mumbai                | Inde          | Bureau                                                            | 2008                 | - Inde | Lien     |
| Rabat                 | Maroc         | Bureau                                                            | 2018                 | - Maroc - Algérie - Tunisie | Lien     |
| São Paulo             | Brésil        | Bureau                                                            | 2008                 | - Brésil | Lien     |
| Shanghai              | Chine         | Bureau                                                            | 1999                 | - Chine - Anhui, Fujian, Guangdong, Guangxi, Guizhou, Hainan, Hong Kong, Hubei, Hunan, Jiangsu, Jiangxi, Macao, Shanghai, Tibet, Yunnan et Zhejiang                              | Lien     |
| Tel-Aviv              | Israël        | Bureau                                                            | 2024                 | - Israël | Lien     |

### Fermés
| Lieu      | Pays      | Type    | Dates     |
| --------- | --------- | ------- | --------- |
| Berlin    | Allemagne | Bureau  | 1994-2015 |
| La Havane | Cuba      | Bureau  | 2017-2024 |
| Taipei    | Taïwan    | Antenne | 1991-2014 |
| Moscou    | Russie    | Bureau  | 2012-2014 |
| Santiago  | Chili     | Antenne | -2014     |

## Liste des représentations diplomatiques du Québec aux forums mondiaux
- Délégation aux affaires francophones et multilatérales
- Représentation du Québec au sein de la Délégation permanente du Canada auprès de l’UNESCO
- Actions du Québec auprès de l'Organisation des États américains